# Platycnemis pennipes
Platycnemis pennipes е вид водно конче от семейство Platycnemididae. Видът не е застрашен от изчезване.

## Разпространение и местообитание
Разпространен е в Азербайджан, Албания, Армения, Беларус, Белгия, Босна и Херцеговина, България, Великобритания, Германия, Грузия, Гърция, Дания, Естония, Ирак, Казахстан, Киргизстан, Ливан, Литва, Лихтенщайн, Люксембург, Молдова, Монако, Норвегия, Полша, Северна Македония, Румъния, Русия, Сирия, Словакия, Словения, Сърбия, Турция, Украйна, Финландия, Франция, Хърватия, Черна гора, Чехия, Швейцария и Швеция.
Среща се на надморска височина от -1 до 56 m.